# バカとボイン
『バカとボイン』は、こばやしひよこによる日本の漫画作品。『週刊ヤングジャンプ』（集英社）にて2009年1・2合併号から連載され、45話目からは『月刊ヤングジャンプ』（集英社）で、最終号（2010年9月号）まで連載された。単行本は全5巻。

## あらすじ
何をやっても中途半端な浪人生・山田太一は、ある日、大好きなグラビアアイドル・椎名こころのDVD発売記念握手会に向かった。ところが、向い先のビルの屋上から転落した椎名こころとぶつかってしまう。太一は軽傷で済んだが、椎名こころは脳挫傷の重体となり、魂だけの姿（一般人には見えない）で病室の太一に会う。その後、こころの魂を体から切り離そうとする死神がやってきたのだが、太一がこころを死なせないように取引し、こころの死を回避させる代わりに、2人の魂はつながれてしまう。こころを助ける方法を死神から聞いた2人は、想いをこの世に残したままの魂たちを成仏させる生活を始める。

## キャラクタ

### 主な登場人物
山田太一（やまだ たいち）
本作の主人公で、漫画タイトルの「バカ」は、山田太一を指す。何をやっても中途半端な浪人生だが、唯一、大好きなグラビアアイドル・椎名こころの応援を熱心にこなす。握手会の行われるビルから落下してきたこころとぶつかるが、軽傷で済む。魂だけのこころを見ることができる数少ない人間で、こころを助けるために、この世に未練を残した魂を成仏させる生活を送ることになった。
椎名こころ（しいな こころ）
グラビアアイドルで、漫画タイトルの「ボイン」は、巨乳である椎名こころを指す。制コレグランプリを獲得するも、もともとオーディションは母親が勝手に出し、自分はただ周りに乗っかっていたようで、このことからか人気は次第に衰え、DVDの販促に勤しむ。子供の風船をとろうとして握手会場のビルから誤って転落、脳挫傷の重体となり、手術を受けるも失敗し、死神に魂の緒を切られそうになるが、太一の取引によって死を回避する。その後、太一と魂がつながったこころは、太一と共に魂を成仏させる生活を始める。男性である太一との同棲（?）をするにもかかわらず、色々と油断が多いため、太一にとっては嬉しい悲鳴である。
ある時期から突如実体化するようになり（死神によれば「ドッペルゲンガー」のようで、彼女も実際目にしたことはなかったそうだが寿命が尽きようとしている証のようである）、ある日太一の部屋で実体化しているのを美香とちづる(いずれも後述)に見られたのを機に「大家と喧嘩をして出て行った娘・高寺さやか」として太一・ちづると同居、その後岩清水(後述)にスカウトされることとなった。
死神（しにがみ）
死ぬ人間の魂の緒を切ろうとやってきた死神。太一との取引によって、こころの魂の緒は切らなかったり、減点対象になるのをぼやきながらも「気まぐれ」ながらも太一らにとって好都合となる行動をすることもある。関西弁で喋り、あまり面白くもないと言えるジョークを飛ばす。

### サブでの登場
ボンバー赤羽
太一と同じゼミに通う学生で、ブルマ好き、ロリコンであるとの噂がある。また、やや屈折した形ではあるが橘りえ（後述）のファンで、彼女の意にそぐうならば文字通り命を投げ出すこともいとわない人間である。
辰巳五郎
太一と同じゼミに通う学生で、元々アイドル好きだったが、小日向海（後述）と恋仲になったことで卒業したと話している。
小日向海
太一と同じゼミに通う学生で、五郎の彼女。太一らも納得するような美少女だが鈍臭さが欠点で五郎から罵られる事が少なくない為太一らもうんざりしているところがある。実は霊視能力があるようで、このことから大胆な行動をしたり、「イタコアイドル」のスカウトを受けたこともあり（しかも本人も目を輝かせて受ける気満々だった模様）、更にこころのことも見えていたことから太一とこころの行く末を応援する発言をしていたが、「グラビアアイドル・椎名こころ」とは気づいてなかったようである。
白土美香
太一と同じゼミに通う学生で、とある出来事をきっかけに「正義の味方」となって悪を成敗しようとしているが、父親（後述）も呆れるほどに無鉄砲な余りに空回りしたり、うっかりパンチラしてしまったりと、ある意味「迂闊」ともいえる面がある上に無鉄砲さが故にコンビニ強盗に捕まってしまい、またこころ程ではないにせよ豊乳であることからレイプされかけたこともあるが、太一（に乗り移った父親の霊）とともに成敗、表彰されたこともある。
実は太一に気があるようでコンビニ強盗の件を境に太一の目を本格的に気にするようになりそれ以前の男勝りな行動を慎むようになっている。
先述のように男勝りな性格だが実は幽霊が苦手で、それで太一に茶化されたこともある。また、勘が鋭いところがあるのか「高寺さやかはグラビアアイドル・椎名こころではないか」と考えていたこともある。
山田ちづる
太一の妹で中学生。夏期休暇を利用してダンスレッスンを受けることや（尤も腕は散々だが）、「太一が勉強せずに遊び呆けたり彼女を作ってないか（母親からの命で、該当するようなら即仕送り停止とのこと）」チェックする目的から暫くの間太一の部屋に泊まり込んでいる。その為こころと太一の同居に対して最初は美香とともに反対していたがちづると同居している間だけとの条件で了承した経緯があるが、こころがアイドルだったことを知り彼女と仲良くなった。尚、美香に対しては太一と変に気が合っていることからか「彼女とつき合うのならお母さんに黙っててあげる」とのことのようである。
岩清水
芸能プロダクションのプロデューサーでちづるのダンススクールに見に行っていたこころをスカウトした。
彼女自身もかつてはアイドルだった（その時の水着が今も事務所に置いてある）が引退し、自分が叶えられなかった夢を目指す人の為に働く立場になったという経緯があり、これを聞いたこころは心情を吹っ切ることができた。

### 登場する魂
マロン
太一とこころが初めて成仏させた魂で、人間の姿だが実は犬。最初のうちは「霊は怖いもの」との先入観を持っていた太一から避けられていたが、飼い主を探していることを伝えたことで太一も協力してくれるようになったことから最終的に飼い主と再会・成仏することができた。
橘りえ
自殺してしまったアイドルで、こころ（彼女もりえのことは知っていた）と同様に生前は売れなかった。先述のようにボンバーもファンの一人で、彼女の死後もファンをやめていないものの彼女からは鬱陶しがられていたようだが結果としてボンバーの思いが成仏に繋がったようなところもある。
森山
所謂「色情魔」で、美香と太一が出会うきっかけとなった盗撮の犯人である。こころの大ファンを自称しているが、その余りに盗撮のシチュエーションでこころの写真を撮ったり（森山曰く「チラリズムが好き」だからとのこと）、太一との対決に負けた腹いせにこころに対してすったもんだを行い、結果的に死神から制裁を食らい「無」となる（死神いわく「どの道餓鬼道に落ちるだけ」だったようだ）。
白土タケシ
美香の父親で、女の子をプロデュースすることを目的としているが、生前は犯人を挙げようとしてナイフで刺され殉職した警察官で、このことが美香が正義の味方になろうとしているきっかけとなっている。またこのことからナイフを持った人物相手に立ち向かうことを恐れていたが、こころの発言により太一の身体に憑依しながら勇気を振り絞ってコンビニ強盗を撃退、後日美香に思いの丈を伝え成仏した。